# Saint-Sylvestre (Quebec)
| Municipalité de Saint-Sylvestre |                       |
|                                 |                       |
| Coordenadas: 46°22' N 71°14'W   |                       |
| Província                       | Quebec                |
| Região administrativa           | Chaudière-Appalaches  |
| Incorporado em                  | 4 de dezembro 1996    |
| Prefeito                        | Mario Grenier         |
| Código postal                   | G0S 3C0               |
|                                 |                       |
| Área                            |                       |
| - Cidade                        | 143,4 km², 55,3 mi²   |
| Fuso horário                    | UTC -5                |
| População (2006)                |                       |
| - Cidade                        | 954                   |
| - Densidade                     | 7 hab/km², 17 hab/mi² |

Saint-Sylvestre é um município canadense da Regionalidade Municipal de Lotbinière, Quebec, localizado na região administrativa de Chaudière-Appalaches. Em sua área de pouco mais de cento e quarenta e três quilómetros quadrados, habitam cerca de novecentas.É nomeada em homenagem ao Papa Silvestre I.

## História
A cordilheira dos Apalaches passa por seu território, incluindo uma montanha chamada Mont Sainte-Marguerite, que teve grande visibilidade em toda a mídia francófona após receber a primeira Ecovila de escala internacional do Quebec, esta montanha é comumente conhecido como Mont-Radar por seu histórico mílitar. De fato, entre 1953 e 1962, o Mont-Radar foi uma base militar de comunicações sociais anteriormente administrado pela Royal Canadian Air Force como parte da NORAD.
Trinta bases idênticas encontraram-se no momento sobre o mesmo meridiano formando um escudo de observação e de comunicação no Canadá chamada de Linha Pinetree. A base do Mont-Radar portanto, visava a vigilância aérea da região e a entrada para o rio para Quebec por causa do medo da invasão soviética. Felizmente, uma década se passou e nada aconteceu, uma pequena aldeia se desenvolvido ao redor para tornar mais agradável a vida social dos militares e suas famílias.
Entre 1951 a 1964, 600-1000 pessoas viviam no local simultaneamente. Mais de sessenta edifícios foram distribuídos por todo o campo. Entre eles, duas escolas primárias (Católica e protestante), uma igreja, um complexo desportivo (piscina coberta, ginásio, pista de gelo e de Boliche), um posto de correios, um cabeleireiro, um teatro, biblioteca e uma mercearia. Para o município de Saint-Sylvestre e todas as aldeias circundantes, a época de operação da base do Mont-Radar foi a causa de grande prosperidade econômica, social e cultural.
Mont-Radar foi uma das mais recentes bases militares de comunicações localizadas na América do Norte. Na verdade, essas bases de observação e comunicações foram rapidamente substituídas por satélites, desenvolvimento característico da Era Espacial na década de 1960. Após o encerramento das atividade, os militares efetuaram um desmantelamento progressivo do local entre 1964 e 1967.
Apesar do grande interesse dos cidadãos de Saint-Sylvestre para tomar posse das instalações, o local foi objeto de vendas sucessivas nos anos subseqüentes.